# Bootle
Koordinaten: 53° 27′ N, 3° 0′ W
Bootle ist eine Stadt im Westen Englands und liegt unmittelbar nördlich von Liverpool an der Mündung des River Mersey im Metropolitan Borough of Sefton, dessen Verwaltungssitz die Stadt ist. Verwaltungstechnisch gehört dieser Borough seit 1974 zum Metropolitan County Merseyside, historisch liegt Bootle in der Grafschaft Lancashire. Die Stadt hat 59.123 Einwohner.
Das alte Stadtzentrum wird von viktorianischen Bauten dominiert wie dem Rathaus und den Städtischen Bädern. Nach Osten hin erstreckt sich ein Viertel mit großen Bürogebäuden. Im Westen befinden sich der Leeds and Liverpool Canal sowie die Hafenanlagen am Mersey. Im Norden befindet sich das New Strand Shopping Centre, das international in die Schlagzeilen geriet, als dort 1993 der zweijährige James Bulger von zwei Zehnjährigen entführt und dann ermordet wurde.

## Geschichte
Der Ortsname Bootle stammt vom altenglischen botle, zu deutsch: Gebäude, ohne dass klar ist, auf welches Gebäude sich dies bezieht. Der Ort, der in der Nähe der Sandhügel am Ostufer der Mersey-Mündung errichtet wurde, wurde als Boltelai im Domesday Book von 1086 erwähnt und blieb lange Zeit ein unbedeutender Weiler.
Der Aufstieg begann, als Bootle Anfang des 19. Jhs. von den Einwohnern Liverpools zunehmend als Badeort genutzt wurde. Im so genannten Bootle Village haben sich bis heute einige der Villen aus dieser Zeit erhalten. In den 1840er Jahren erhielt Bootle Anschluss an die Bahnstrecke Liverpool-Southport. In der zweiten Hälfte des 19. Jhs. dehnten sich auch die Docks von Liverpool nordwärts bis auf das Stadtgebiet von Bootle aus, das nunmehr stark von der Industrialisierung geprägt wurde. 1868 erhielt Bootle den Status eines eigenen Stadtbezirks (Municipal Borough), 1889 auch den eines eigenen Countys, sodass es aus Lancashire ausgegliedert wurde. 1905 wurde die Gemeinde Orrell eingemeindet. Wegen der Hafenanlagen war Bootle im Zweiten Weltkrieg Ziel deutscher Bombenangriffe, die rund 90 % der Bausubstanz zerstörten.
Der Wiederaufbau der Stadt umfasste vor allem etwas landeinwärts gelegene Viertel, die im Rahmen des Sozialen Wohnungsbaus errichtet wurden. Siedlungen wie Netherton entstanden nach dem Konzept der New Towns. Die Werftenkrise in den 1960er und 1970er Jahren führte zu vermehrter Arbeitslosigkeit, dem man durch Erweiterung des Dienstleistungssektors, etwa der Errichtung der Zentrale der National Girobank, entgegenzusteuern versuchte. Dem Vorschlag, nach Liverpool eingemeindet zu werden, mit dem die Stadt seit langem zusammengewachsen war (das Stadtzentrum Liverpools liegt nur 4 km südlich) widersetzte sich Bootle, das 1974 stattdessen dem neuen Borough von Sefton zugeschlagen wurde. Allerdings besteht seit 1967 eine gemeinsame Polizei, die Liverpool and Bootle Constabulary.

## Verkehr
An der Strecke Liverpool-Southport verfügt Bootle über zwei Bahnhöfe: Oriel Road in der Nähe des alten Stadtzentrums und New Strand beim Einkaufszentrum im Norden der Stadt. Daneben existiert eine Linie für den Güterverkehr (Bootle Branch). Die Nahverkehrslinien der Liverpool Overhead Railway und der Liverpool Tramways Company wurden allerdings in den 1950er Jahren eingestellt. Der Zentrale Omnibusbahnhof befindet sich am New Strand Shopping Centre.

## Persönlichkeiten
In Bootle wurden geboren:
- John Parkinson (1883–1942), Fußballspieler
- Walter Wadsworth (1890–1951), Fußballspieler
- Mary Parke (1908–1989), Meeresbotanikerin
- Alf Hanson (1912–1993), Fußballspieler
- Elaine Feinstein (1930–2019), Dichterin und Schriftstellerin
- Allan Williams (1930–2016), Promoter und erster Manager der Beatles
- Jack Aspinwall (1933–2015), Politiker
- Tom Baker (* 1934), Schauspieler
- Tom O’Connor (* 1939), Komiker
- George Davies (* 1941), Modedesigner (Next und George at Asda)
- Billy J. Cramer (* 1943), Musiker
- Hughie McAuley (* 1953), Fußballspieler und Trainer
- Roy Evans (* 1948), Fußballtrainer des FC Liverpool
- Alvin Martin (* 1958), Fußballspieler bei West Ham United
- John P. O’Brien (* 1963), Übersetzer und Poet
- Craig Charles (* 1964), Schauspieler, Dichter, Fernsehmoderator
- Steve McManaman (* 1972), Fußballspieler
- Ste McNally (* 1978), Gitarrist und Sänger von BBMac
- Jamie Carragher (* 1978), Fußballspieler des FC Liverpool
- Nick Dougherty (* 1982), Golfspieler
- Jose Baxter (* 1992), Fußballspieler